# Thyretes montana
Thyretes montana är en fjärilsart som beskrevs av Jean Baptiste Boisduval 1847. Thyretes montana ingår i släktet Thyretes och familjen björnspinnare. Inga underarter finns listade i Catalogue of Life.